# يو إس بنغلا للطيران
يو إس بانغلا للطيران (بالبنغالية: ইউএস বাংলা এয়ারলাইন্স)‏ هي شركة طيران خاصة تابعة لمجموعة شركات يو إس بانغلا غروب. تتخد من مطار شاه جلال الدولي مركزاً لعملياتها. هي أكبر شركة طيران خاصة في بنغلاديش من حيث حجم الأسطول وثاني أكبر شركة طيران بشكل عام بعد خطوط بيمان بنغلاديش الجوية.

## حوادث
- 12 مارس 2018: رحلة 211 يو إس بنغلا للطيران